# روکوود (تنسی)
روکوود(به انگلیسی: Rockwood) شهری در ایالت تنسی کشور ایالات متحده آمریکا است که جمعیت آن در سرشماری سال ۲۰۱۰ میلادی، ۵٬۵۶۲ نفر بوده‌است.